# Independência do Kosovo

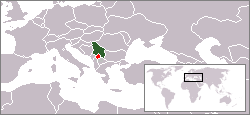
Localização do Kosovo na Europa.

A Declaração de Independência do Kosovo de 2008 foi um ato das Instituições Provisórias do Governo Autônomo da Assembleia do Kosovo adotado em 17 de fevereiro de 2008, que declarou o Kosovo como um país independente da Sérvia. Era a segunda declaração de independência por albaneses do Kosovo - instituições políticas que dominam, a primeira sido proclamada em 7 de setembro de 1990. Diferentemente da Declaração de Independência de Kosovo de 1990, que somente a Albânia reconheceu, a segunda declaração de independência de Kosovo foi reconhecida por vários países, incluindo os Estados Unidos, França, Alemanha, Dinamarca e Turquia. Entretanto, Rússia, Sérvia e Espanha explicitamente negaram a independência. A Sérvia declarou que eles retirarão o embaixador deles de todos os Estados que reconhecerem Kosovo.

## História

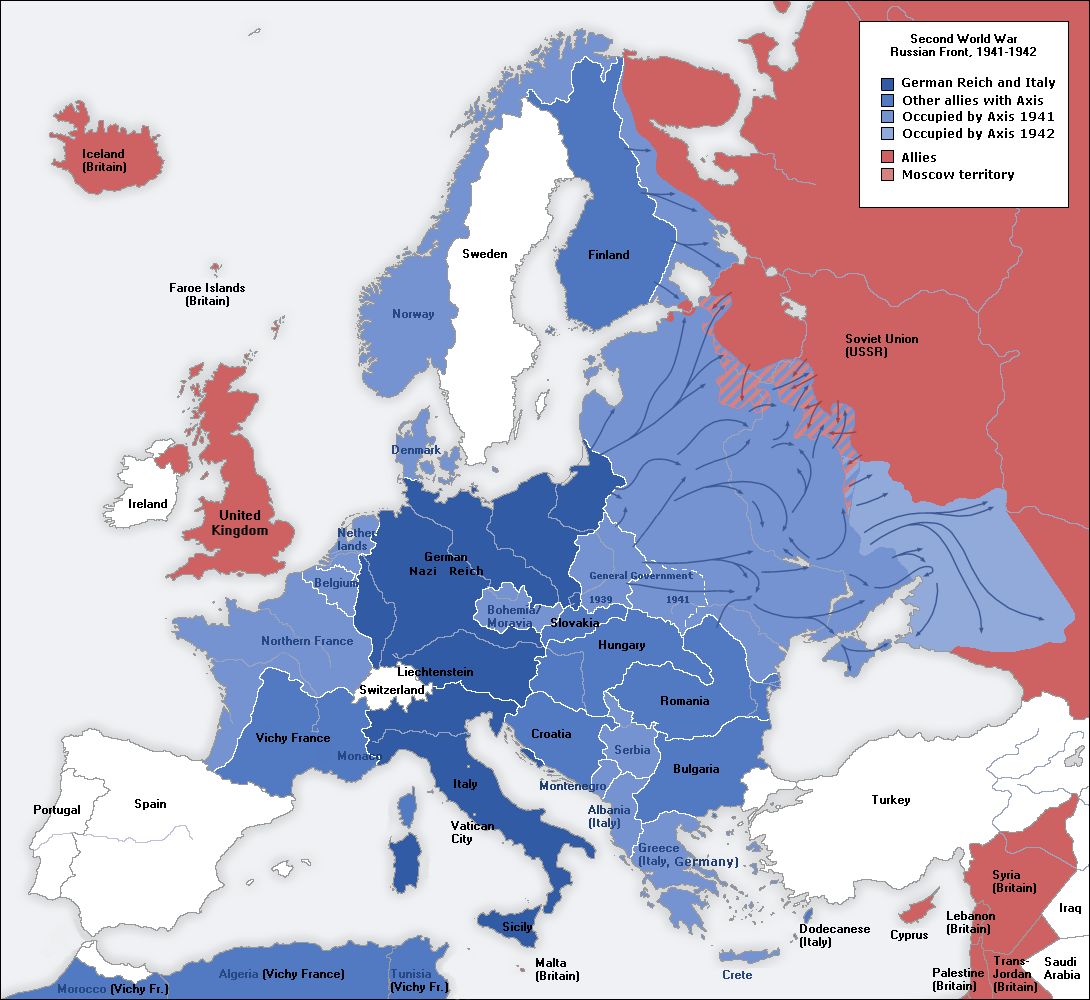
Mapa mundial durante a Segunda Guerra Mundial (note que a Albânia fazia parte da Itália).

O Kosovo, que era território do estado sérvio medieval, local da épica batalha do Kosovo de 1389, foi conquistada pelo Império Otomano em 1455. Durante os séculos seguintes desenvolveu uma população cristão-muçulmana muito misturada; ao final do século XIX albaneses tinham substituído os sérvios como grupos étnicos dominantes. A perda do Kosovo tornou-se um tema principal em iconografia nacional sérvia, seu mito estruturando a base do estado do Montenegro e depois da Sérvia. A recuperação do Kosovo era uma das metas fundamentais dos Estados sérvios e montenegrinos. A Sérvia e Montenegro recuperou o Kosovo em 1912 durante a Guerra dos Balcãs. A restauração da regra sérvia foi contrariada pela Albânia que instigou uma tentativa de invasão falhada no território sérvio. A Sérvia perdeu o controle do território em ambas as Guerras Mundiais, nas quais vários sérvios do Kosovo foram expulsos por grupos albaneses armados. Durante a Segunda Guerra Mundial, o Kosovo foi anexado a Albânia, que naquela época era uma colônia da Itália. O controle sérvio foi restabelecido, no entanto, ao término de ambas as guerras.
Quando a República Socialista Federal da Iugoslávia foi estabelecida depois de 1945, com a Sérvia como uma de suas seis repúblicas constituintes, o Kosovo transformou-se numa região autônoma da Sérvia. A extensão de sua autonomia variou consideravelmente debaixo do sistema comunista iugoslavo, ampliou seu território na década de 1950, gradualmente avançado a uma província autônoma nos anos sessenta e desde 1971 ganharam um estado distinto de um de facto unidade federal, capaz de vetar decisões federais e sérvias internas. O desenvolvimento gradual da autonomia foi instigado pelo crescimento de nacionalismo albanês na província e demandas crescentes para mais autonomias e independências, escalando dentro durante as revoltas dos anos 60 e em 1981. A imigração albanesa de 1982 tinha organizado preparações para separar o Kosovo vigorosamente da Sérvia. Isso foi seguido por erupções de nacionalismo sérvio desde 1987, usados pelo presidente Slobodan Milošević no Kosovo para ganhar poderes.

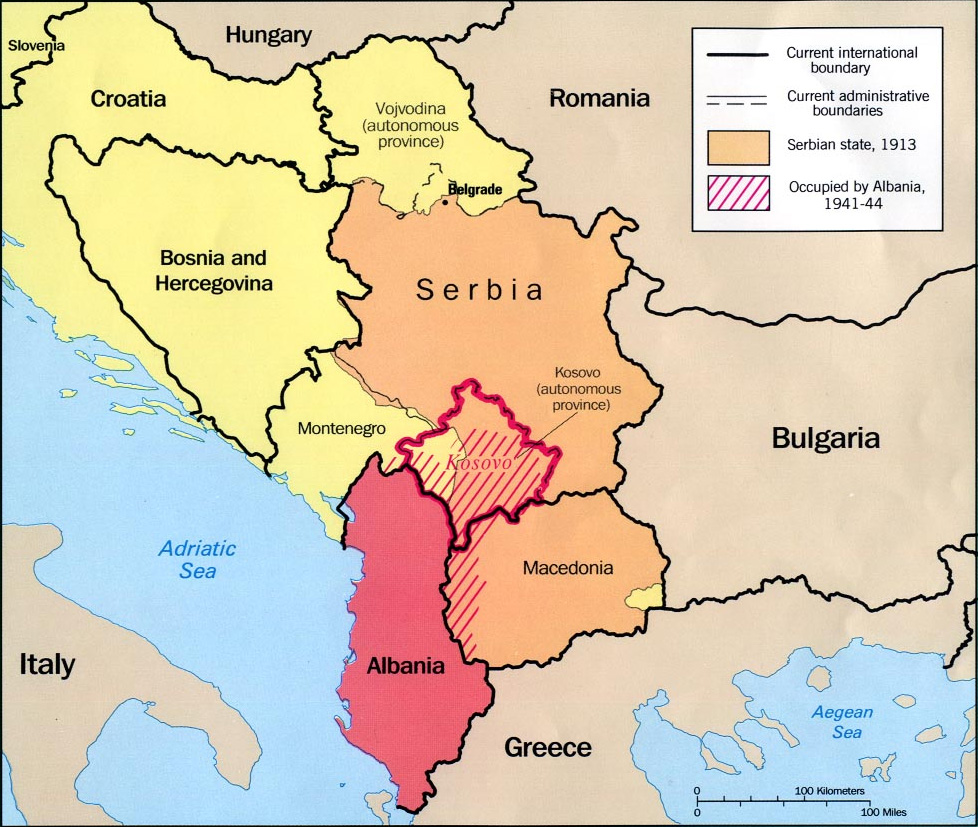
O Kosovo de 1913 para 1992 (Origem: CIA).

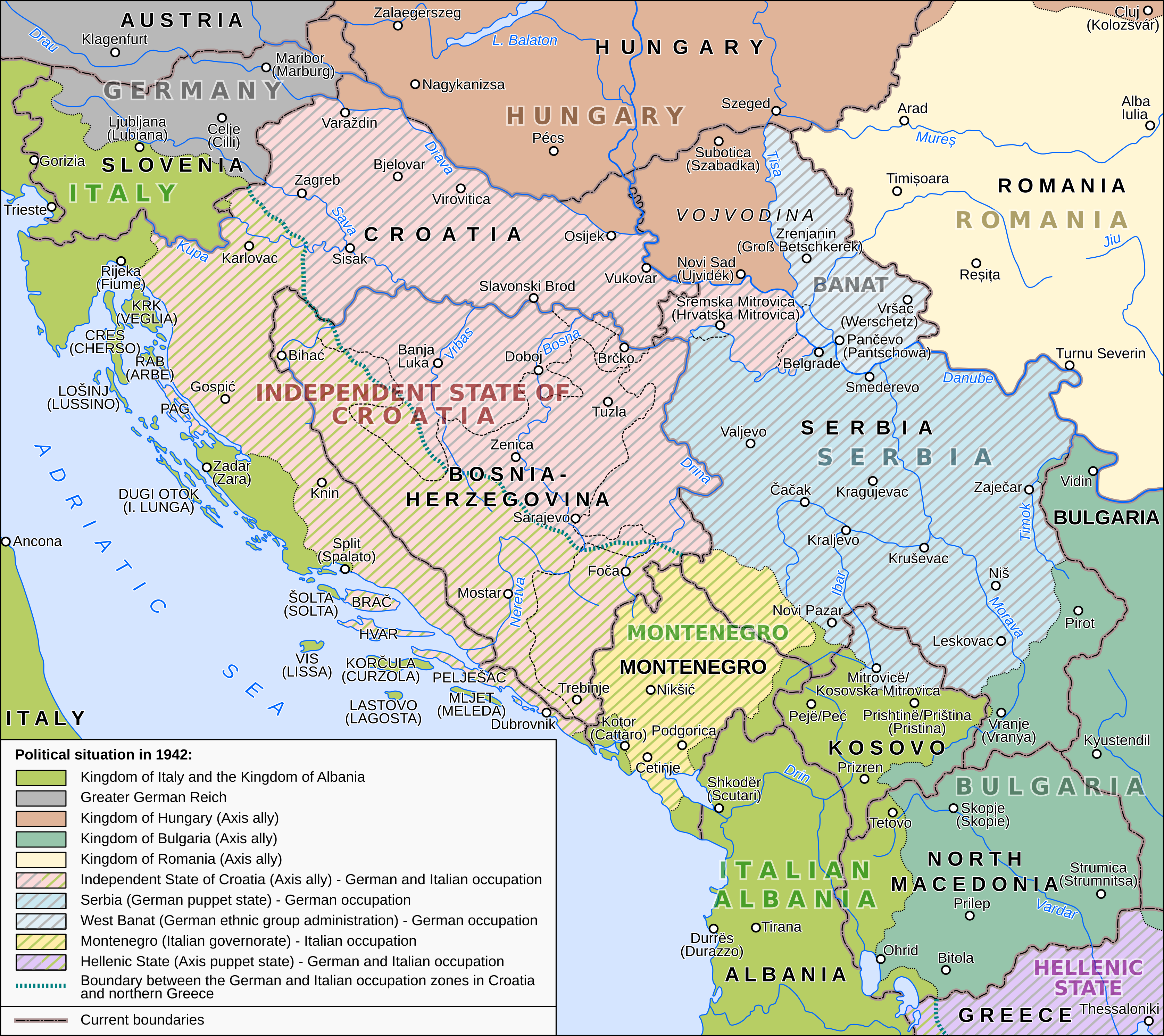
Região Balcânica Ocidental em 1942 comparado a 2008.

A autonomia do Kosovo foi drasticamente retornada ao estado que antedatava 1963 entre 1989 pelo governo do Presidente Milošević. Governo autônomo pela maioridade albanesa da província — agora estimada para constituir 90% da população do Kosovo — foi acabado. Em resposta, membros albaneses de assembleia do Kosovo votaram em 2 de julho de 1990 para declarar o Kosovo como um Estado independente, embora isso foi somente reconhecido pela Albânia. Um estado de emergência e novas e mais severas regras de segurança foram impostos subsequentemente pela Sérvia. Isso foi seguido por protestos de albaneses do Kosovo. Os albaneses estabeleceram um "estado paralelo" não oficial para prover educação e serviços de reunião social enquanto foram boicotados ou sendo excluídos de instituições dirigidas pelo governo sérvio.
O Kosovo permaneceu pacífico durante as guerras iugoslavas no começo dos anos noventa, apesar da severidade do regime sérvio no Kosovo, que foi muito criticada por comunidades internacionais e por grupos de direitos humanos. Em 1996, o Exército de Libertação do Kosovo começou a atacar as forças de segurança sérvias e também civis considerados "colaboradores". O conflito entre as forças de segurança da Sérvia e da Iugoslávia e os insurgentes do Exército de Libertação do Kosovo escalaram até que o Kosovo estava à beira de guerra máxima ao final de 1998. Em janeiro de 1999, a Organização do Tratado do Atlântico Norte informou ao governo iugoslavo que ia interferir militarmente se a Iugoslávia não aceitasse a introdução de uma força de pacificação internacional e o estabelecimento de um governo democrático no Kosovo. Negociações de paz subsequentes falharam e de 24 de março a 11 de junho de 1999, a OTAN executou uma extensiva campanha de bombardear contra alvos na Sérvia e Montenegro, inclusive no Kosovo. A guerra acabou com a aceitação de Milošević para autorizar tropas de paz entrarem no Kosovo e de dar o governo dessa província para as Nações Unidas.

## Bases políticas
Depois do final da Guerra do Kosovo em 1999, o Conselho de Segurança das Nações Unidas adotou a Resolução 1244 para providenciar um vigamento para o estado de ínterim do Kosovo. Isso colocou o Kosovo sob transitiva administração da ONU, pressentiu a retirada das forças de segurança da Sérvia do Kosovo e previu um eventual processo político facilitado pela ONU para determinar o que acontecerá com o Kosovo (i.e., se ficaria independente ou permaneceria como parte da Sérvia). A resolução também apoiou explicitamente a autonomia existente da Iugoslávia, da qual a Sérvia é a sucessora legal, sobre o Kosovo, "reafirmando o compromisso de todos os Membros de Estado para a soberania e integridade territorial da República Federal da Iugoslávia e os Estados da região, como preparado nos Acordos de Helsinqui e anexo 2 [referindo-se aos principais status aceitados no fim da guerra]." Isso estabeleceu a condição que o processo constitucional pós-conflito tem que levar em conta todos "os princípios da soberania e integridade territorial da República Federal da Iugoslávia".
Em fevereiro de 2007, Martti Ahtisaari entregou um rascunho com a proposta de determinação para líderes em Belgrado e Pristina, o fundamento para um rascunho que tinha como proposta "independência supervisada" para a província do Kosovo. No começo de julho de 2007 um rascunho de resolução, apoiado pelos Estados Unidos e pelos membros do Conselho de Segurança da ONU, foi reescrito quatro vezes para tentar acomodar preocupações russas que essa resolução poderia minar os princípios de estado de soberania. Entretanto, não houve acordos. A Rússia, que tem um veto no Conselho de Segurança como um de seus cinco sócios permanentes, declarou que não apoiaria qualquer resolução que não era aceitável para ambos os sérvios e os albaneses do Kosovo. Enquanto a maioria dos observadores teve, no começo das negociações, independência antecipada como provável resultado, outros sugeriram que uma resolução rápida pudesse não ser preferível.
As negociações finalmente romperam no final de 2007 com os dois lados permanecendo bem separados um do outro, com as mínimas demandas de cada lado serem mais do que o outro queria aceitar.
No começo de 2008, a mídia começou a relatar que os albaneses do Kosovo estavam determinados para proclamar a independência. Isto veio na ocasião quando o aniversário de dez anos da Guerra do Kosovo estava aproximando (com o aniversário de cinco anos ser marcado por desassossego violento) e duas nações que previamente tinham se separado da Iugoslávia estavam em posições políticas importantes (Eslovênia que preside sobre a UE e a Croácia uma sócia eleita do Conselho de Segurança da ONU).
A proclamação foi informada ter sido adiada até depois da eleição presidencial sérvia de 2008, realizada em 20 de janeiro e em 3 de fevereiro. O Kosovo era um importante tópico para as campanhas eleitorais.

## Adoção e condições da declaração de independência
"Nós, os líderes democraticamente eleitos de nossas pessoas, declaramos o Kosovo por este meio para ser um estado independente e soberano. Esta declaração reflete o testamento de nossas pessoas e é por completo acordo com as recomendações do Enviado Especial da ONU Martti Ahtisaari e a Proposta Inclusiva dele para a Determinação do Estado do Kosovo.
Nós declaramos o Kosovo para ser uma república democrática, secular e multiétnica, guiada pelos princípios de tratamento e proteção igual para todos perante a lei."
A declaração da independência foi criada por membros da reunião da Assembleia do Kosovo em Pristina, a capital do Kosovo, em 17 de fevereiro de 2008. A declaração foi aprovada por aplausos, com nenhum voto de oposição dos 109 membros presentes. Onze deputados de grupos étnicos minoritários, incluindo sérvios, não estavam presentes. As condições da declaração determinam que a independência do Kosovo é limitada aos princípios esboçadas pelo plano de Ahtisaari. Proíbe o Kosovo de se juntar a qualquer outro país, provê para só uma capacidade militar limitada, determina que o Kosovo estará debaixo de supervisão internacional e proverá para a proteção de comunidades étnicas minoritárias.

## Assuntos internacionais

### Precedente ou caso especial?
A declaração da independência do Kosovo é controversa. Com a desintegração do comunismo na Europa, a União Soviética e a Iugoslávia se decompuseram para seus constituintes, formalmente repúblicas soberanas, a última que declarou sua independência foi o Montenegro (3 de junho de 2006). A separação do Kosovo é politicamente de uma espécie diferente, porque o Kosovo não possuiu características de república. Por causa disso, alguns países temem que o país se torne um precedente, afetando outros territórios contestados na Europa e em partes não europeias da União Soviética, como a Chechênia (apesar de não ser originalmente da URSS, agora tem um estatuto de república).

O texto da declaração de de independência do Kosovo tratou deste assunto declarando 
" ... Observando que o Kosovo é um caso especial que surgiu do desabo não consensual da Iugoslávia e que não é um precedente para nenhuma outra situação, Recordando os anos de conflitos e violência no Kosovo, que perturbou a consciência de todas as pessoas civilizadas,...". 
Em outras palavras, a declaração da independência reivindica que o Kosovo é um caso especial depois das crises nos anos 90 e que não é um precedente por causa disso. Todavia, países como a Espanha e o Chipre não planejam reconhecer o Kosovo como um Estado independente porque temem que ele vai ser considerado como um precedente.

### Nações Unidas
A república recentemente proclamada não foi feita membro das Nações Unidas, pois quase todo mundo acredita que qualquer apelo para ficar membro da ONU seria bloqueada pela Rússia.
 A Rússia jurou opor a independência do Kosovo com um "plano de vingança" que alguns sugeriram podia mostrar a Rússia reconhecendo a até agora internacionalmente não reconhecidos Estados de Abecásia e Ossétia do Sul na Geórgia e a República Turca de Chipre do Norte em Chipre. A Sérvia declarou igualmente preventivamente a anulação da independência do Kosovo e jurou opor a independência do Kosovo com um pacote de medidas cuja intenção é desencorajar o reconhecimento internacional da república.

## Reações

Nova bandeira do Kosovo na declaração da independência.

Ver também:Reação internacional à declaração de independência do Kosovo de 2008

### Reações no Kosovo

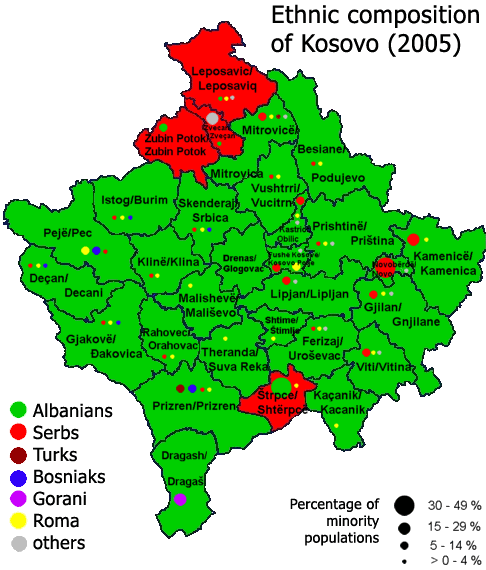
Mapa do Kosovo com suas respectivas populações majoritárias por cada região.

#### Albaneses do Kosovo
A maioria os albaneses no Kosovo cumprimentaram as notícias com celebrações.

#### Sérvios do Kosovo
O bispo da Igreja Ortodoxa Sérvia no Kosovo, Artemije, reagiu com raiva, declarando que a independência do Kosovo foi "um estado temporário de ocupação", e que "A Sérvia deve comprar modernas armas de fogo da Rússia e de outros países e visitar a Rússia para mandar voluntários e estabelecer uma presença militar na Sérvia."
No Norte do Kosovo, um prédio da ONU que continha uma corte judicial e uma prisão foi atacado por granada de mão, causando poucos danos mas nenhuma casualidade. Uma granada que não explodiu foi achada do outro lado da rua, perto de um hotel que abrigava oficiais da ONU.
Um dispositivo explosivo foi detonado em Mitrovica, danificando dois veículos. Nenhuma casualidade foi relatada e ninguém ficou ferido.
Manifestantes sérvios no Kosovo botaram fogo em dois locais na fronteira no norte do Kosovo. Ambos os locais eram vigiados por policiais do Kosovo e da ONU. Nenhum dano foi informado nos ataques, mas a polícia se retirou até que os soldados da Força do Kosovo chegaram.
Um jornalista japonês que usava o uniforme da ONU foi espancado no norte de Mitrovica.
Centenas de sérvios protestaram na cidade do Kosovo de Kosovska Mitrovica em 22 de fevereiro. O protesto foi relativamente calmo, mas houve um pouco de brigas e arremesso de pedras.

### Reação sérvia
O Primeiro Ministro da Sérvia, Vojislav Koštunica, culpou os Estados Unidos por estarem "prontos para violar a ordem internacional para seus próprios interesses militares" e declarou que "Hoje, esta política de força pensa que triunfou estabelecendo um falso estado. [...] Enquanto as pessoas sérvias existirem, o Kosovo será Sérvia."
 Slobodan Samardžić, o ministro sérvio do Kosovo, declarou que, "Um país novo está sendo estabelecido por brecha de direito internacional [...] É melhor para chamar isto um falso país". Não obstante, o governo sérvio diz que ele não responderá com violência.
Em 17 de fevereiro de 2008, aproximadamente 2 000 Sérvios protestaram na Embaixada dos EUA em Belgrado, com alguns arremessando pedras e traques no prédio antes de serem afastados pela Tropa de choque. Protestantes também quebraram as janelas da embaixada da Eslovênia, to Estado que controla a presidência da ONU. Em Belgrado e em Novi Sad, lojas da McDonald's foram danificados por manifestantes. Cinquenta e quatro policiais e 34 civis foram feridos. Políticos sérvios condenaram a violência. A divisão sérvia da U.S. Steel, sediada em Semêndria, teve uma falsa ameaça de bombas.
O Conselho da Coroa da Casa de Karađorđević, uma família real da Sérvia e Iugoslávia, rejeitou a declaração unilateral de independência do Kosovo, dizendo que a "Europa tinha diminuído sua própria moral, envergonhando sua própria história e mostrando que leva dentro de seu organismo o vírus de sua própria queda", e que "é uma derrota da ideia de democracia.[...] Uma derrota das regras universalmente aceitas do direito internacional", e que uma "parte do projeto de Mussolini e Hitler foi finalmente realizada, no território da Sérvia."

No Montenegro, protestos foram realizados em Podgorica em 19 de fevereiro de 2008. Manifestantes carregavam bandeiras do Partido do Povo Sérvio e do Partido Radical Sérvio e também cantavam Ubij, zakolji (Assassinato, massacre). Partidos sérvios liderados pela Lista Sérvia exigiram protestos em 22 de fevereiro para protestar contra a independência.
Na Croácia, a embaixada Australiana em Zagreb teve uma falsa ameaça de bombas logo após seu reconhecimento do Kosovo.
Em 21 de fevereiro, houve muitas demonstrações por sérvios em Belgrado. A maioria dos manifestantes não era violenta, mas alguns atacaram as embaixadas dos EUA e da Croácia. Um grupo entrou na embaixada dos EUA, botou fogo no lugar, e tentou jogar móveis pelas janelas. A embaixada estava vazia, somente guardas estavam no local. Nenhuma equipe da embaixada foi ferida, mas um corpo foi achado; o porta-voz da embaixada Rian Harris declarou que a embaixada acredita que foi um atacante. A polícia levou 45 minutos para chegar na cena, e o fogo foi somente apagado naquele momento. O embaixador dos EUA para a ONU Zalmay Khalilzad ficou "enfurecido", e disse que ele vai pedir imediatamente para o Conselho de Segurança da ONU para fazer uma declaração "expressando fúria do conselho, condenando o ataque, e relembrando ao governo sérvios de sua responsabilidade para proteger os prédios diplomáticas." O dano para a embaixada croata foi menos sério.
As embaixadas turcas e britânicas também foram atacadas, mas a polícia não conseguiu prevenir danos. O interior de um McDonald's foi danificado. Uma clínica local relatou que houve 30 feridos, 15 policiais; a maioria dos ferimentos não eram graves.
O Conselho de Segurança respondeu para esses acidentes por emitindo uma declaração unânime que declarou que, "Os sócios do Conselho de Segurança condenam nas condições mais fortes os ataques contra as embaixadas em Belgrado, que resultou em danos à embaixada arriscou ao pessoal diplomático,". Entretanto, a Convenção de Viena sobre Relações Diplomáticas não exige que os Estados devem proteger as suas embaixadas.
Em 22 de fevereiro, a embaixada dos EUA na Sérvia ordenou uma temporária evacuação de todo o pessoal desnecessário, depois dos ataques na embaixada. Rian Harris explicou a evacuação para a AFP dizendo que "Estão sendo ordenados dependentes temporariamente para partir de Belgrado. Nós não temos confiança que as autoridades sérvias podem prover segurança para nossos funcionários".

### Reação internacional

Reação internacional: uma outra interpretação
Kosovo
Estados que reconhecem Kosovo formalmente como independente
Estados que têm a intenção de reconhecer Kosovo como independente
Estados que demoraram ou expressam neutralidade no reconhecimento da independência de Kosovo
Estados que expressam preocupação sobre os movimentos unilaterais ou desejam negociações adicionais
Estados que recusaram reconhecer Kosovo como independente
Estados sem posição informada a partir de 19 fevereiro

Diferentemente da Declaração de Independência de Kosovo de 1990, que somente Albânia reconheceu, a segunda declaração de independência do Kosovo foi reconhecida até 28 de Março de 2008 por 36 estados, incluindo o Afeganistão, Alemanha, Austrália, Áustria, Bélgica, Bulgária, Canadá, Costa Rica, Coreia do Sul, Croácia, Dinamarca, Eslovênia, Estados Unidos, Estônia, Finlândia, França, Letónia, Liechtenstein, Luxemburgo, Malásia, Mônaco, Noruega, Países Baixos, Peru, Polônia, Portugal, Senegal, Suécia, Suíça, Taiwan, Turquia e Reino Unido com um ato de reconhecimento aguardado da Lituânia e Arábia Saudita. Os peritos concordam que o número de países que reconheceram até agora a República do Kosovo é inferior que esperado.
Entretanto, alguns países, incluindo a Argentina, Azerbaijão, Bielorrússia, Bolívia, Brasil, Chipre, Casaquistão, Espanha, Geórgia, Laos, Moldávia, Quirguistão, Romênia, Rússia, Sérvia, Sri Lanka, Tajiquistão, Turcomenistão, Venezuela e Vietname oficialmente e explicitamente negaram o reconhecimento, com mais expressando preocupação ou encorajando negociações. A Sérvia declarou que eles retirarão o embaixador deles de todos os Estados que reconhecerem o Kosovo, o que já fizeram.

#### Reação dentro da União Europeia

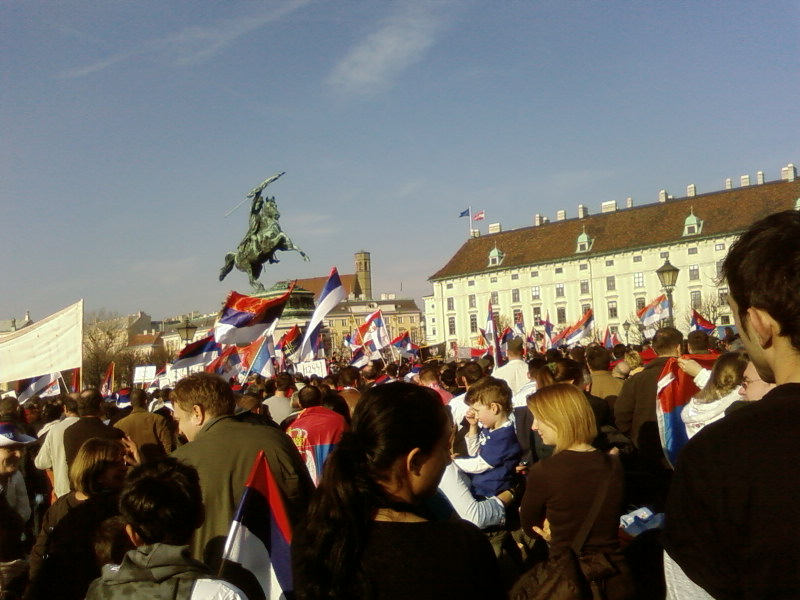
Protestos de Kosovo é Sérvia em Viena, Áustria, em 24 de fevereiro de 2008.

A União Europeia mandou 2 000 pessoas das forças de manutenção da paz das Nações Unidas para ajudar a independência do Kosovo. A Sérvia reivindicou que esta é uma ocupação e que o movimento da UE é ilegal.
Em 18 de fevereiro de 2008 a presidência da UE declarou depois de um dia de intensas discussões entre ministros de vários países que países-membros podem individualmente escolher se querem reconhecer ou não a independência. Alguns países-membros, como a Espanha, estavam infelizes sobre o sinal que um reconhecimento enviaria.

#### Fora da UE
O presidente dos Estados Unidos George W. Bush deu as boas-vindas à declaração de independência, mas também proclamou a amizade com a Sérvia, declarando: "Nós apoiamos fortemente o plano Ahtisaari [insinuando a independência do Kosovo] [...]. Nós somos encorajados pelo fato que o governo do Kosovo proclamou sua vontade e seu desejo para apoiar direitos sérvios no Kosovo claramente. Nós também acreditamos que está nos interesses da Sérvia para ela ser alinhada com a Europa e as pessoas sérvias podem saber que eles têm um amigo na América".
A Rússia reagiu com condenação, declarando que eles "esperam a missão de ONU e forças da OTAN conduzidas no Kosovo entrar em ação imediata para levar a cabo o mandato deles [...] incluindo a anulação das decisões dos órgãos autônomos de Pristina e a tomada de medidas administrativas duras contra eles".

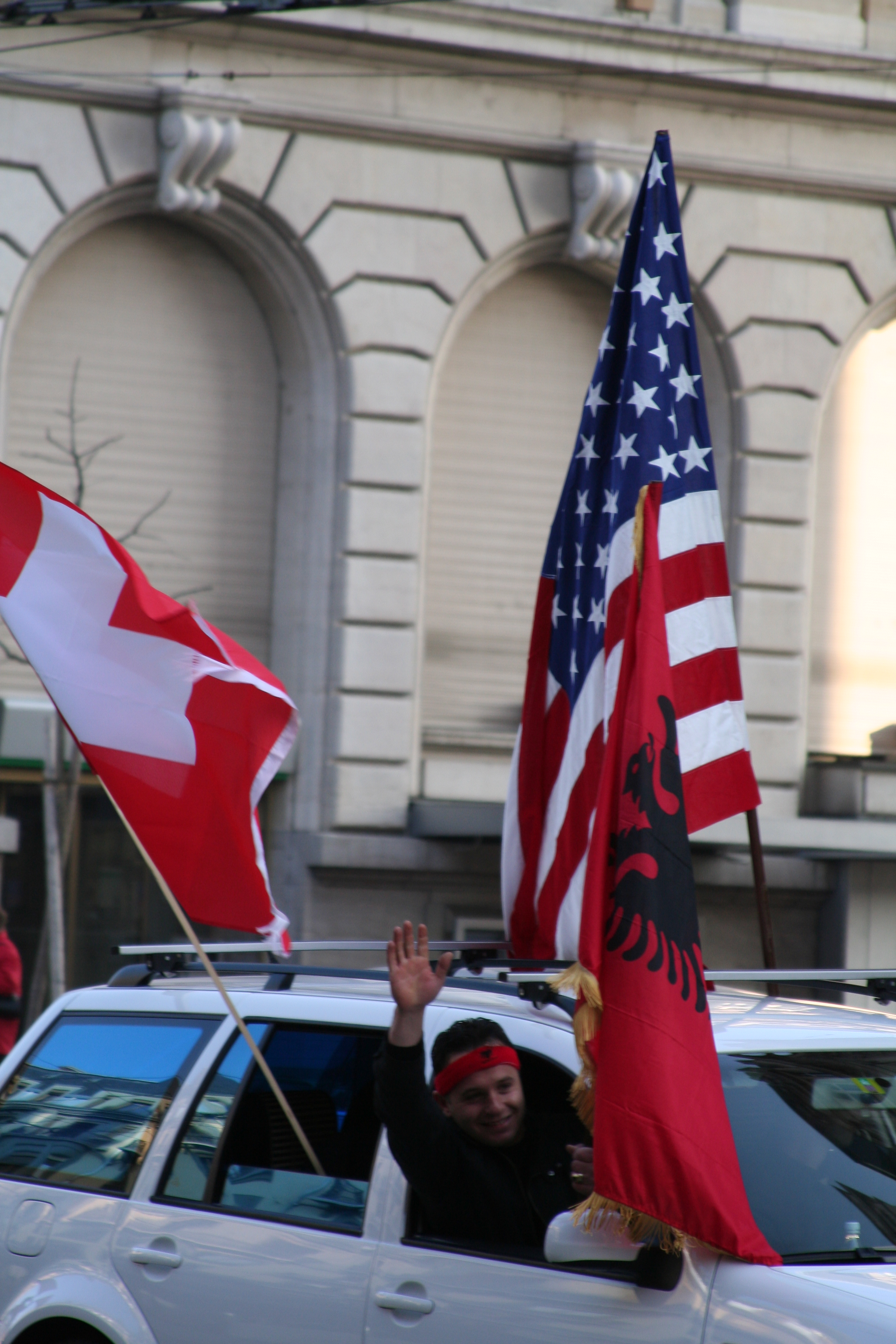
Pessoas celebrando a independência do Kosovo em Lausanne, Suíça, com seu carro segurando as bandeiras dos EUA, da Albânia e da Suíça.

Em Tirana, capital da Albânia, a independência do Kosovo foi muito celebrada.
O Primeiro-Ministro turco Tayyip Erdoğan telefonou o Primeiro-Ministro do Kosovo Hashim Thaçi e disse para ele que a declaração da independência "vai trazer para os Bálcãs estabilidade e paz".
O Ministério do Exterior da República da China (geralmente chamada de Taiwan; não membro da ONU) declarou que "Nós parabenizamos as pessoas do Kosovo na independência premiada deles e esperamos que eles desfrutem as frutas da democracia e liberdade. [...] Democracia e autodeterminação são as propriedades endossadas pelas Nações Unidas. A República de China sempre apoia os países soberanos que buscam a democracia, soberania e independência por meios calmos". A rival política de Taiwan, a República Popular da China, respondeu rapidamente, dizendo que "Taiwan, como parte da China, tem nenhum direito e qualificação para fazer o reconhecimento denominado".
Entre os países do Sudeste asiático onde organizações separatistas muçulmanas estavam ativas em pelo menos três Estados, a Indonésia, com a maior população muçulmana do mundo, adiou o reconhecimento da independência do Kosovo, enquanto as Filipinas declararam que não iriam se opor ao evento, mas também não iriam apoiá-lo. Ambos países sofrem de pressões de organizações separatistas muçulmanas em seus territórios, principalmente Aceh e Mindanao meridional, respectivamente. O Vietnã expressou oposição, enquanto em Singapura informaram que estavam a estudar a situação.
O Primeiro-Ministro australiano Kevin Rudd apoiou a independência do Kosovo na manhã de 18 de fevereiro, dizendo que "Isto parece ser a melhor ação. Por causa disso é que, diplomaticamente, nós estenderíamos reconhecimento à primeira oportunidade". A Primeira- Ministra da Nova Zelândia Helen Clark disse que a Nova Zelândia não reconhecera nem não reconhecerá a independência do Kosovo.
O presidente da República Turca de Chipre do Norte (Um Estado que não é reconhecido pela ONU) Mehmet Ali Talat saudou a independência do Kosovo e espera que o Estado for respeitado e, em oposição forte para a posição da República de Chipre.
Na Croácia, 44 manifestantes foram presos depois que queimaram a Bandeira da Sérvia, na principal praça de Zagreb, depois que manifestantes sérvios atacaram a embaixada croata em Belgrado, Sérvia.

#### Nações Unidas
A pedido da Rússia, o Conselho de Segurança da ONU executou uma sessão de emergência na tarde de 17 de fevereiro. O Secretário-Geral das Nações Unidas, Ban Ki-moon, fez uma declaração que evitou tomar partidos e encorajou partidos "se conter de qualquer ação de declarações que poderiam pôr em perigo a paz, estimular a violência ou arriscar segurança no Kosovo ou na região". Falando em nome de seis países ocidentais - a Bélgica, a Croácia, a França, a Alemanha, a Itália e os Estados Unidos - o embaixador belga expressou rejeição "que o Conselho de Segurança não pode concordar no modo remeta, mas este impasse esteve claro durante muitos meses. Os eventos de hoje... representam a conclusão de um processo de estado que esvaziou todas as avenidas em perseguição de um resultado negociado".

#### Decisão do Tribunal Internacional de Justiça
Em 22 de julho de 2010, o Tribunal Internacional de Justiça decidiu que a declaração não violou o direito internacional. Antes do anúncio, Hashim Thaçi disse que não haveria "nem ganhadores nem perdedores" e declarou, "Eu espero que isso será uma decisão correta, de acordo com o desejo dos cidadãos de Kosovo. Kosovo respeitará a opinião consultiva." Por sua parte, Boris Tadić, o presidente sérvio, advertiu, "Se o Tribunal Internacional de Justiça determinar um novo princípio, isso despertará um processo que criaria vários países novos e desestabilizaria muitas regiões no mundo".